# Farende
Farende est une petite ville du Togo.

## Géographie
Farende est situé à environ 35 km de Kara, dans la région de la Kara.

## Vie économique
- Coopérative paysanne

## Lieux publics
- École primaire
- Dispensaire